# Hókusz-pókusz (televíziós sorozat)
A Hókusz pókusz (eredeti cím: Wallykazam!) 2014 és 2017 között vetített amerikai számítógépes animációs fantasy sorozat, alkotója Adam Peltzman.
A sorozat premierje 2014. február 3-án volt az Amerikai Egyesült Államokban a Nickelodeonon, Magyarországon a Nick Jr.-on mutatta be 2017. szeptember 18-án.

## Ismertető
Miki egy fiatal troll, aki varázsbotjával a szavakat fizikai tárgyakká vagy eseményekké alakítja. Van egy házi kedvence, Norville, a sárkány.

## Szereplők

### Főszereplők
| Szereplő | Eredeti hang                        | Magyar hang        | Leírás |
| -------- | ----------------------------------- | ------------------ | --- |
| Miki     | Thomas Langston                     | Berecz Kristóf Uwe | Kalandvágyó 7 éves kék troll.                                                                              |
| Norville | Dan Bittner                         | Baráth István      | egy vörös sárkány és Miki kedvence.                                                                        |
| Robi     | Aria Capria Tony Bennett (énekhang) | Tóth Márk          | Zavaró zöld manó, aki harmadik személyben beszél, és általában a teljes nevükön szólítja meg az embereket. |
| Olga     | Taliyah Whitaker                    | Tamási Nikolett    | Miki szomszédja és legjobb barátja.                                                                        |
| Dani     | Jorge Vega                          | Szirtes Marcell    | Miki barátja. 7 éves sárga ogre.                                                                           |
| Lili     | Jenna Iacono                        | Hermann Lilla      | 4 éves energikus rózsaszín kobold.                                                                         |

### Mellékszereplő
| Szereplő        | Eredeti hang                                                                              | Magyar hang                                     | Leírás                                                   |
| --------------- | ----------------------------------------------------------------------------------------- | ----------------------------------------------- | -------------------------------------------------------- |
| Mocsár Szigfrid | J.R. Horne (1. hang) Bob Ari (2. hang)                                                    | Jakab Csaba                                     | Egy makacs és ingerlékeny mocsári szörnyeteg.            |
| Mrs. Trollman   | Alanna Ubach                                                                              | Mezei Kitty                                     | Miki anyja.                                              |
| Mr. Trollman    | Jim Gaffigan Aaron Phillips (1 rész) Antonio Marin (1. énekhang) Adam Sietz (2. énekhang) | ?                                               | Miki apja.                                               |
| Légimentő Pisti | Ben Schwartz                                                                              | Galbenisz Tomasz                                | Miki nagybátyja.                                         |
| Hédi            | Kyla Carter                                                                               | Molnár Ilona Csuha Bori (énekhang)              | Boszorkány.                                              |
| Tortaszörny     | Chris Phillips                                                                            | Fekete Zoltán                                   | Szörny, aki szereti a tortát.                            |
| Victor          | John O'Hurley                                                                             | Makranczi Zalán                                 | Képregényből származó gonosz                             |
| Barbara         | Stephanie D'Abruzzo                                                                       | Sági Tímea                                      | Zöld szörnyeteg, aki pékséget üzemeltet a város főterén. |
| Szikilla        | Vanessa Bayer                                                                             | Solecki Janka                                   | Női szikla.                                              |
| Őrmanó          | Chris Phillips                                                                            | Vass Gábor                                      | Manó, aki őrzi a krumplit.                               |
| Kisbogyó        | Jason Harris                                                                              | Kokas Piroska                                   | Doug egyik házi kedvence.                                |
| Villám csiga    | Fran Bill                                                                                 | Gulás Fanni (1. hang) Nádasi Veronika (2. hang) | Gyors csiga, aki kézbesíti a leveleket.                  |
| Motyogó majom   | Adam Peltzman                                                                             | Berkes Bence                                    | Kék majom.                                               |

### Magyar változat
- Magyar szöveg: Pintér Zsófia
- Dalszöveg: Császár Bíró Szabolcs
- Hangmérnök és vágó: Bederna László
- Gyártásvezető: Németh Piroska
- Zenei rendező: Posta Victor
- Szinkronrendező: Orosz Ildikó
- Produkciós vezető: Koleszár Emőke

## Évados áttekintés
| Évad | Évad | Epizódok | Eredeti sugárzás  | Eredeti sugárzás     | Magyar sugárzás      | Magyar sugárzás   |
| Évad | Évad | Epizódok | Évadpremier       | Évadfinálé           | Évadpremier          | Évadfinálé        |
| ---- | ---- | -------- | ----------------- | -------------------- | -------------------- | ----------------- |
|      | 1    | 26       | 2014. február 3.  | 2015. május 8.       | 2017. szeptember 18. | 2018. április 18. |
|      | 2    | 26       | 2015. április 16. | 2017. szeptember 16. | 2018. április 19.    | TBA               |